# Tracking Layer
Tracking Layer est un programme spatial américain de détection de lancement de missiles reposant sur une constellation de satellites d'alerte précoce qui doit être déployée progressivement à compter de 2023[Passage à actualiser]. Contrairement aux satellites qu'ils doivent à terme remplacer qui sont placés sur une orbite haute, les satellites Tracking Layer circuleront sur une orbite basse (à environ 1 000 kilomètres d'altitude) et moyenne, ce qui leur permettra de détecter non seulement les missiles balistiques classiques mais également les missiles hypersoniques manœuvrant, nouvelle catégorie de missiles développée par la Chine et la Russie. Les données collectées seront relayées par la Terre par la constellation de satellites de télécommunications Transport Layer qui fait l'objet de développements parallèles.

## Contexte

### Une nouvelle architecture du segment spatial de la défense des États-Unis: la NSDA
En 2019, la Space Development Agency est créée pour développer une nouvelle architecture du segment spatial de la défense des États-Unis, baptisée National Defense Space Architecture. Celle-ci doit être constituée de satellites à bas coût facilement remplaçables. Ceux-ci sont répartis en sept couches distinctes constituées de satellites remplissant chacune des fonctions différentes (télécommunications, détection, navigation, etc.). Certaines de ces couches comprendront de 200 à 400 satellites.

### Apparition de la menace des missiles hypersoniques

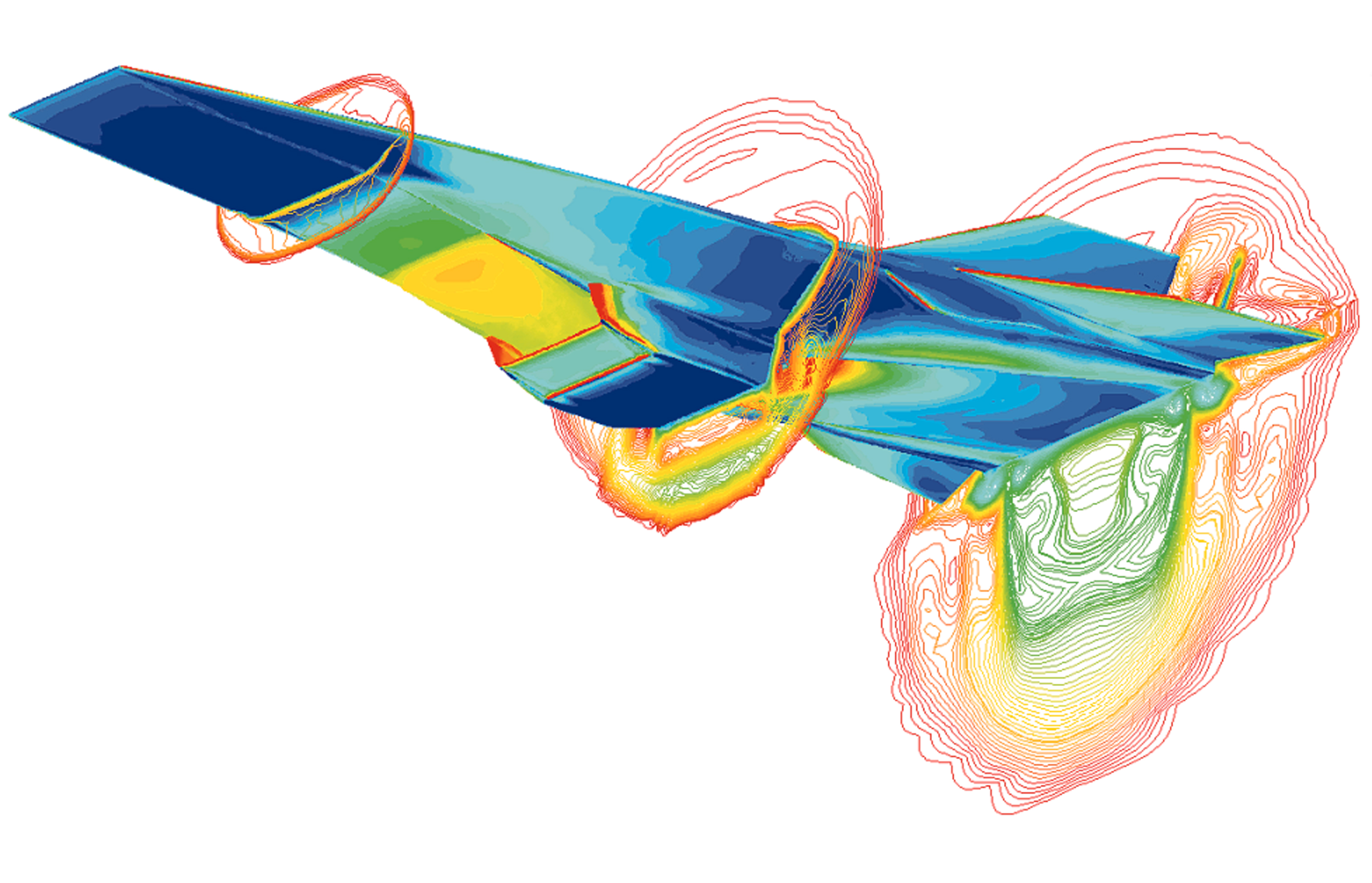
Simulation de vol du X-43A (Hyper - X) à Mach 7.

La Chine et la Russie développent depuis les années 2020 des missiles circulant à des vitesses hypersoniques (à plus de Mach 5 contrairement aux missiles de croisière qui se déplacent à une vitesse inférieure à la vitesse du son) et sont capables d'emporter une arme nucléaire. Leur manœuvrabilité est susceptible de mettre en échec les systèmes de détection et de défense des États-Unis conçus pour intercepter des missiles balistiques certes plus rapides mais dont les trajectoires peuvent être prédites. La Chine a testé en 2021 un missile de ce type et la Russie a utilisé ce type de missile (avec une charge militaire classique) durant le conflit avec l'Ukraine en 2022. 
Les États-Unis ont décidé de développer un système capable de détecter ce nouveau type de missile. Celui-ci repose sur des deux des couches de la NSDA : une constellation de satellites d'alerte précoce circulant en partie sur une orbite basse et en partie sur une orbite moyenne (Tracking Layer) et une constellation de satellites chargés de relayer l'information vers la Terre (Transport Layer).

## Historique
En octobre 2020, la Space Development Agency (SDA), agence rattachée au département de la Défense des États-Unis et chargée des affaires spatiales touchant à la sécurité du pays, passe un contrat pour le développement de la première tranche (tranche 0) de la constellation Tracking Layer qui doit permettre de mettre au point le système. L3Harris Technologies doit fournir quatre satellites pour un montant de 193,5 millions de dollars tandis que SpaceX fournira également quatre satellites pour une somme de 149 millions de dollars. La charge utile de ces satellites est constitué d'une caméra infrarouge à champ grand angle de type OPIR (en anglais : overhead persistent infrared). Les satellites sont également équipés d'un système de communication optique (laser) qui doit leur permettre d'échanger les données avec les satellites relais de la constellation Transport Layer. Les satellites de SpaceX dérivent des satellites Starlink avec une charge utile fournie par un autre industriel. L3Harris produit à la fois la plateforme et la charge utile. Il est prévu[Passage à actualiser] que les satellites soient lancés en 2022.
Une deuxième commande est passée par l'agence SDA en juillet 2022 pour la réalisation de 28 satellites supplémentaires constituant la tranche 1 de la constellation. 14 satellites doivent être fabriqués par Northrop Grumman pour un montant de 617 millions de dollars et 14 satellites doivent être fournis par L3Harris pour un montant de 700 millions de dollars. Ces satellites doivent être placés sur quatre plans orbitaux distants à une altitude de 950 kilomètres. Le premier lancement doit intervenir en avril 2025. Le coût total de la tranche 1 est évalué à 2,5 milliards de dollars en incluant les quatre lancements destinés à placer les 28 satellites en orbite ainsi que le support en phase opérationnelle. La tranche 2 devrait comprendre 54 satellites.

## Déploiement en orbite
Les satellites de la tranche 0 de type tracking doivent être déployés en même temps que les satellites de type transport par plusieurs tirs. Pour le premier lancement, qui a lieu le 2 avril 2023, un lanceur Falcon 9 décollant de la base de Vandenberg place huit satellites de type transport et deux satellites de type tracking sur une orbite quasi polaire à une altitude de 1 000 kilomètres avec une inclinaison orbitale de 80°.
Le second lancement, qui a lieu le 2 septembre 2023, est effectué aussi par une Falcon 9 depuis Vandenberg, qui place treize satellites en orbite dont deux satellites de type tracking et onze satellites de type transport.